# 渡利浄水場
渡利浄水場（わたりじょうすいじょう）は、福島県福島市にある浄水場。現在は使用されていない。

## 概要
福島市渡利の弁天山南麓に位置する。近くを流れる阿武隈川から取水し福島市の多くに水を供給していた。

## 設立
福島市（当時の信夫郡福島町）は水の利が悪く、井戸を掘ってもまともに使えるものではないところが多かったため、現在の福島市泉からの湧き水を用いた簡易水道が使われていた。しかし水量不足、衛生面の危険性から浄水場の建設が検討され、1921年（大正10年）3月に議会の認可を得て翌1922年（大正11年）4月1日着工、3年後の1925年（大正14年）3月に完成した。全国で50番目の水道開設であった。建設当時の供給人口は50,000人、最大給水量は5,560m3/日であった。設計には近代水道の父と言われた中島鋭治が関わった。

## 拡大
後に福島市が県都として発展したことで給水人口は増大し、1929年（昭和4年）の夏には需要が供給をしばしば上回った。戦後は進駐軍が駐屯したこともありますます水需要は増え、とうとう水圧低下、断水が発生した。そこで1947年（昭和22年）7月国の認可を得て、第一次拡張を行い、その後も幾度と無く拡張が行われた。

## 終焉
しかし、もともと阿武隈川の下流部に位置するため、郡山市周辺などの発展に伴い水質の悪化が深刻になり市内各所から水源を得る方法となっていたが、将来の水需要を予測し、まかなうために摺上川ダムによる供給を決定。2007年（平成19年）3月28日に82年の歴史に幕をおろした。施設はそのあと水道施設の管理センターとして運用されている。
渡利浄水場時代には配水能力の改善や水質汚濁の対策に追われたこと、また、摺上川ダム建設やそれに伴う水道企業団からの購入と言う方式になったことから費用がかさみ、福島市の水道料金は同クラスの事業体と比べて日本で最も高い。

## 歴史
- 1878年（明治11年） - 信夫郡泉村からの箱樋による簡易水道が完成
- 1921年（大正10年）3月 - 上水道布設の認可を議会から得る。
- 1922年（大正11年）4月1日 - 着工。
- 1925年（大正14年）3月 - 完成。当時の施設は取水塔→ポンプ井→沈殿池×2→緩速濾過池×3→高揚ポンプ→配水池×2
- 1925年（大正14年）5月6日 - 松齢橋と共に完成式が行われる。
- 1929年（昭和4年）7月 - 給水量が給水能力を突破。
- 1930年（昭和5年） - 全量計量制の採用。各世帯に水道メーターを設置。
- 1947年（昭和22年）7月 - 第1次拡張。渡利浄水場内の濾過池1池。取水及び送水ポンプ各1台増設。
- 1948年（昭和23年）6月 - 第2次拡張。かつての簡易水道水源の市内八島田の水源を使用。
- 1950年（昭和25年） - 第3次拡張。清水水源ポンプ所新設。
- 1958年（昭和33年） - 昭和の大合併に伴い第4次、第5次拡張。渡利浄水場の沈澱池、緩速濾過池の改良、急速ろ過設備の設置。また、宮代水源ポンプ所新設。
- 1970年（昭和45年） - 第6次拡張。取水量増量、緩速濾過施設から急速濾過施設に改良。水質対策として全国初の活性炭濾過設備を設置。笹谷水源の新設。
- 1973年（昭和48年） - 夏の異常気象により井戸水の枯渇が相次いだため拡張計画を見直し、供給範囲を拡大。
- 1977年（昭和52年） - 第7次拡張。福島市上水道事業、飯坂・信夫・庭坂上水道、荒井・笹木野・松川広域・土湯・高湯簡易水道事業の統廃合。
- 1982年（昭和57年） - 水需要の増加のため阿武隈川の暫定水利権を取得し渡利浄水場を拡張。また、下野寺水源ポンプ所新設。
- 1989年（平成元年） - 第8次拡張。摺上川ダム建設、福島地方水道用水供給企業団からの供給に切り替えるため。
- 2004年（平成16年）3月 - 渡利浄水場の廃止が決定により、第8次拡張が見直される。
- 2007年（平成19年）3月28日 - 浄水場廃止。福島市長瀬戸孝則によりポンプが停止された。